# Cryphaea clandestina
Cryphaea clandestina är en bladmossart som beskrevs av Johannes Enroth 1990. Cryphaea clandestina ingår i släktet Cryphaea och familjen Cryphaeaceae. Inga underarter finns listade i Catalogue of Life.